# Dendrophthora thomasii
Dendrophthora thomasii är en sandelträdsväxtart som beskrevs av J. Kuijt. Dendrophthora thomasii ingår i släktet Dendrophthora och familjen sandelträdsväxter. Inga underarter finns listade i Catalogue of Life.